# 三隅発電所
三隅発電所（みすみはつでんしょ）は、島根県浜田市にある中国電力の石炭火力発電所である。

## 概要
海外からの輸入炭を使用する石炭火力発電所で、1号機は1998年6月、2号機は2022年11月1日に運転を開始した。
1号機は国内最大規模の出力100万kWであり、発電効率向上のため、主蒸気温度および再熱蒸気温度600℃、主蒸気圧力24.5MPaとした中国電力初の超々臨界圧のボイラーおよび蒸気タービンを採用し、最新の環境保全対策を備えたクリーンコール・テクノロジーで運営している。
山陰本線岡見駅との間に専用線が引かれていた。山陰本線の旧線を利用したもので、当発電所で発生したフライアッシュ（石炭灰）を再利用するために美祢線美祢駅経由で宇部興産伊佐セメント工場に貨物列車で輸送を行っていた。
2011年2月より2012年度末まで、石炭に木質チップを混ぜて燃料とする『林地残材バイオマス石炭混焼発電実証試験』が行われていた。2号機では混焼発電を本格採用、混焼比率は10%程度（熱量ベース）で、年間50万トン程度の二酸化炭素排出量削減が見込まれている。

## 発電設備
- 総出力：200万kW[3]
- 敷地面積：約69万m2

1号機
定格出力：100万kW
使用燃料：石炭
蒸気条件：超々臨界圧（Ultra Super Critical）
熱効率
　43%（高位発熱量基準）
　45%（低位発熱量基準）
営業運転開始：1998年（平成10年）6月
2号機
定格出力：100万kW
使用燃料：石炭，木質バイオマス
蒸気条件：超々臨界圧（Ultra Super Critical）
熱効率
　43%
営業運転開始：2022年（令和4年）11月1日

### 2号機の建設計画について
中国電力は2010年、経済状況により電力需要が伸びないことを理由として、島根県と浜田市に対し、2014年度着工、2017年度運転開始予定だった2号機について、着工、運転開始時期とも10年程度の延期を申し入れた。中電は2000年、2003年にも延期を申し入れており、3回目の延期申し入れとなった。政府が、温室効果ガス排出量を2020年に1990年比で25％削減するとの目標を打ち出したこともあり、原子力発電を中心とした温室効果ガスを出さない発電方法に軸足を置きたい中国電力は、松江市鹿島町にある島根原子力発電所3号機や、山口県上関町にある上関原子力発電所1・2号機の建設・運転を優先させてきた経緯がある。
その後、島根原子力発電所の長期停止が継続し、経年した火力発電所の高稼働で対応する状況が続いたため、2015年2月、中国電力は既設火力発電所の代替として、2号機の出力を拡大した上で開発時期を前倒しする
建設計画の変更を自治体ほか関係先に申し入れた。2018年7月に準備工事に着手、11月に本体工事を着工した。2022年3月23日に試運転発電を開始、2022年11月1日より営業運転を開始した。

### 年表
- 1978年11月 - 地元への建設申し入れ[4]
- 1980年4月 - 昭和55年度施設計画に発電所計画を計上[4]
- 1982年7月 - 第88回電源開発調整審議会で発電所計画が承認、国の電源開発基本計画に組入れ[4]
- 1992年3月 - 発電所計画における出力の変更（1号機100万kW、2号機40万kW）[4]
- 1993年12月 - 第125回電源開発調整審議会において計画変更承認[4]
- 1995年1月 - 1号機着工[4]
- 1998年6月 - 1号機の運転開始[4]
- 2001年3月 - 2号機の着工および運転開始時期の繰延べ（2004年6月着工、2007年7月運転開始予定）[4]
- 2004年3月 - 2号機の着工および運転開始時期の繰延べ（2014年度着工、2017年度運転開始予定）[4]
- 2011年3月 - 2号機の着工および運転開始時期の繰延べ（2024年度以降着工、2027年年度以降運転開始予定）[5]
- 2015年2月27日 - 2号機の着工および運転開始時期の前倒し（2018年11月着工、2022年11月運転開始予定）、発電所計画における出力の変更（2号機100万kW）[5]
- 2018年11月1日 - 2号機着工[6]
- 2022年11月1日 - 2号機の運転開始[2]